# 때죽나무속
때죽나무속(Styrax, 일반명: storax 또는 snowbell)은 때죽나무과(Styracaceae)에 속하는 약 130종의 큰 관목 또는 작은 나무로 이루어진 속 (생물학)으로, 주로 북반구의 따뜻한 온대에서 열대 지역에 자생하며 대부분은 남아메리카의 적도를 거쳐 동부 및 남동부 아시아에 분포한다. 나무에서 얻은 수지를 벤조인 또는 스토락스(storax)라고 한다.
때때로 별개의 것으로 간주되는 팜필리아(Pamphilia)속은 형태학적 및 DNA 염기서열 데이터 분석을 기반으로 현재 때죽나무속으로 포함된다. 스파이스부시(Lindera Benzin)는 녹나무과(Lauraceae)에 속하는 다른 식물이다.
때죽나무속의 나무는 키가 2~14m까지 자라며 길이 1~18cm, 폭 2~10cm의 번갈아 가며 낙엽 또는 상록 단순 난형 잎을 가지고 있다. 꽃은 늘어져 있고 흰색 5~10개의 잎이 있는 화관이 있고 길이 5~25cm의 개방형 또는 빽빽한 원추꽃차례에 3~30개가 함께 핀다. 열매는 장방형의 건조한 핵과이다.